# Гуреев, Николай Михайлович
Никола́й Миха́йлович Гуре́ев (1907 год, Самара, Самарская губерния, Российская Империя — 1978 год) — советский политический деятель, чиновник, агроном. Член ВКП(б) с 1943 года. Председатель Одесского областного Совета, Луганского областного Совета. Член ЦК КП Украины и член Президиума ЦК КП Украины.

## Биография
Николай Гуреев родился в 1907 году в Самаре, Самарской губернии Российской Империи.
С 1921 года по 1941 год работал старшим агроном в Актюбинской области, Николаевской области и Одесской области.
С 1941 года по 1942 год проходил службу в РККА.
С 1942 года по 1944 год вернулся к мирной деятельности, вновь став агрономом и директором машинно-тракторной станции в Ростовской и Омской областях.
С 1943 года — член ВКП(б).
С 1944 года по 1948 год начальник Управления Одесского областного земельного отдела.
С 1948 года по апрель 1953 года заместитель председателя Исполнительного комитета Одесского областного Совета.
В 1950 году закончил Сельскохозяйственный техникум и Одесский сельскохозяйственный институт.
С апреля 1954 года по июль 1954 года председатель Исполнительного комитета Одесского областного Совета.
С 26 марта 1954 года по 16 февраля 1960 года член ЦК КП Украины.
С 1954 года заместитель председателя СМ Украинской ССР.
26 июня 1956 года кандидат в члены Президиума ЦК КП Украины.
25 февраля 1956 года по 17 октября 1961 года кандидат в члены ЦК КПСС.
С 26 июня 1956 года по 21 января 1960 года член Президиума ЦК КП Украины.
В 1960 году 1-й заместитель председателя Совета министров Украинской ССР.
С 6 января исполняющий обязанности, с 2 февраля 1960 года по январь 1963 года председатель Исполнительного комитета Луганского областного Совета.
С 19 февраля 1960 года по 17 марта 1971 года кандидат в члены ЦК КП Украины.
С января 1963 года по декабрь 1964 года 1-й секретарь Луганского сельского областного комитета КП Украины.
С декабря 1964 года по 1971 год председатель Исполнительного комитета Луганского — Ворошиловградского областного Совета.
В 1971 году ушёл на пенсию.
В 1978 году умер.

## Личная жизнь
В Луганске Николай Михайлович жил в Натальевском переулке около парка имени Первого мая.
У Николая Гуреева было трое детей. Один из сыновей работал на ликвидации аварии на ЧАЭС, сейчас он уже не живёт. Самая старшая дочь работает литератором, а младшая преподавателем.

## Награды
- орден Ленина (29.11.1957)
- 3 ордена Трудового Красного Знамени
- орден «Знак Почёта»
- медали[1][2]

## Отзывы современников
Современники Николая Гуреева рассказывают, что он никогда не делал замечания с повышенным тоном, а все говорил спокойно и доходчиво.
Он разбирался в сельском хозяйстве. При принятии некоторых важных решений сам бывал в колхозах и совхозах.
Сам встречался с коллективами.
Всегда стремился, чтобы работники изучали и внедряли свой опыт, а также новые технологии.
Когда выбирала какого-нибудь молодого председателя совета, он всегда выезжал на место, общался с новым председателем об обязательном уважительном отношение к людям и их просьбам.
По отзывам лично знавших Николая Михайловича, он всегда доверял людям и понимал их.
Был очень скромным.